# Congregation of Annihilation
Congregation of Annihilation — тринадцатый студийный альбом американской хеви-метал-группы Metal Church, выпущенный 26 мая 2023 года на лейблах Rat Pak Records (США) и Reaper Entertainment (Европа). Это первый альбом группы, выпущенный после самоубийства вокалиста Майка Хоу в 2021 году. Его заменил Марк Лопес, до этого сотрудничавший с Ross the Boss и Let Us Prey.

## Предыстория
Летом 2021 года Metal Church объявили, что находятся в процессе работы над новым альбомом и планируют выпустить его в 2022 году. Однако 26 июля 2021 года было сообщено о смерти вокалиста Майка Хоу, который повесился в собственном доме, из-за чего музыканты приостановили работу над новой пластинкой. В сентябре 2022 года гитарист Курдт Вандерхуф сообщил в интервью, что группа планирует выпустить новый альбом в 2023 году, и на нём будет присутствовать материал, созданный совместно с Хоу. Одновременно с этим он сообщил, что Metal Church уже нашли нового вокалиста. В феврале 2023 года было официально подтверждено, что новым участником коллектива стал Марк Лопес (Ross the Boss, Let Us Prey). 10 марта группа поделилась 50-секундным тизером нового материала, а 23 марта выпустила первый сингл «Congregation of Annihilation», также объявив дату выхода альбома.

## Список композиций
| №                   | Название                                      | Длительность |
| ------------------- | --------------------------------------------- | ------------ |
| 1.                  | «Another Judgement Day»                       | 3:37         |
| 2.                  | «Congregation of Annihilation»                | 4:24         |
| 3.                  | «Pick a God and Prey»                         | 4:39         |
| 4.                  | «Children of the Lie»                         | 5:48         |
| 5.                  | «Me the Nothing»                              | 5:33         |
| 6.                  | «Making Monsters»                             | 5:29         |
| 7.                  | «Say a Prayer with 7 Bullets»                 | 3:35         |
| 8.                  | «These Violent Thrills»                       | 3:46         |
| 9.                  | «All That We Destroy»                         | 4:11         |
| 10.                 | «My Favorite Sin» (бонус-трек)                | 4:24         |
| 11.                 | «Salvation» (бонус-трек европейского издания) | 3:44         |
| Общая длительность: | Общая длительность:                           | 49:10        |

## Участники записи
- Марк Лопес — вокал
- Курдт Вандерхуф — гитара, продюсирование
- Рик ван Зандт — гитара
- Стив Унгер — бас-гитара
- Стет Хоуленд — ударные